# Raïon d'Apostolove
Le raïon d'Apostolove (en ukrainien : Дніпровський район) est un raïon (district) dans l'oblast de Dnipropetrovsk en Ukraine.